# Макріянні
38°0′9″ пн. ш. 23°44′29″ сх. д. / 38.00250° пн. ш. 23.74139° сх. д.

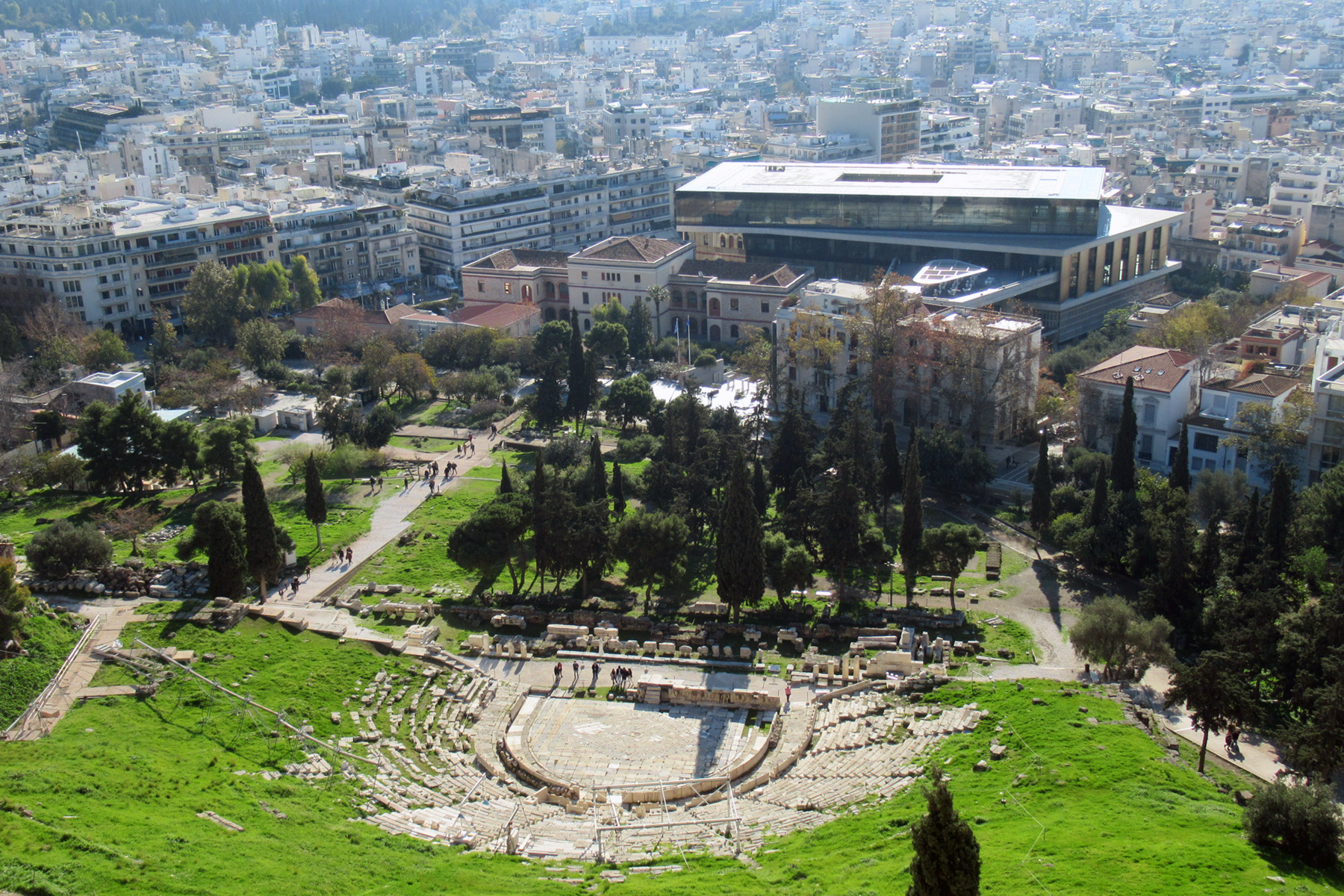
Макріянні з пагорбу Акрополя. На передньому пляні Театр Діоніса, велика будівля — Новий музей акрополя

Макріянні (грец. Μακρυγιάννη) — район Афін, розташований на південь від площі Синтагма, що простягається довкола храму Зевса Олімпійського. Названий по вулиці Макріянніса на честь Іоанніса (Янніса) Макріянніса, героя визвольної війни 1821—1829 рр.
Район межує із районами Синтагма, Колонакі, Плакою, Акрополем та Петралоною. У районі Макріянні бере свій початок одна з основних вулиць Афін — проспект Андреаса Синґроса.
20 червня 2009 року по вулиці Діонісія Ареопагіта відкрито Новий музей акрополя.

## Визначні місця
- Храм Зевса Олімпійського
- Новий музей акрополя

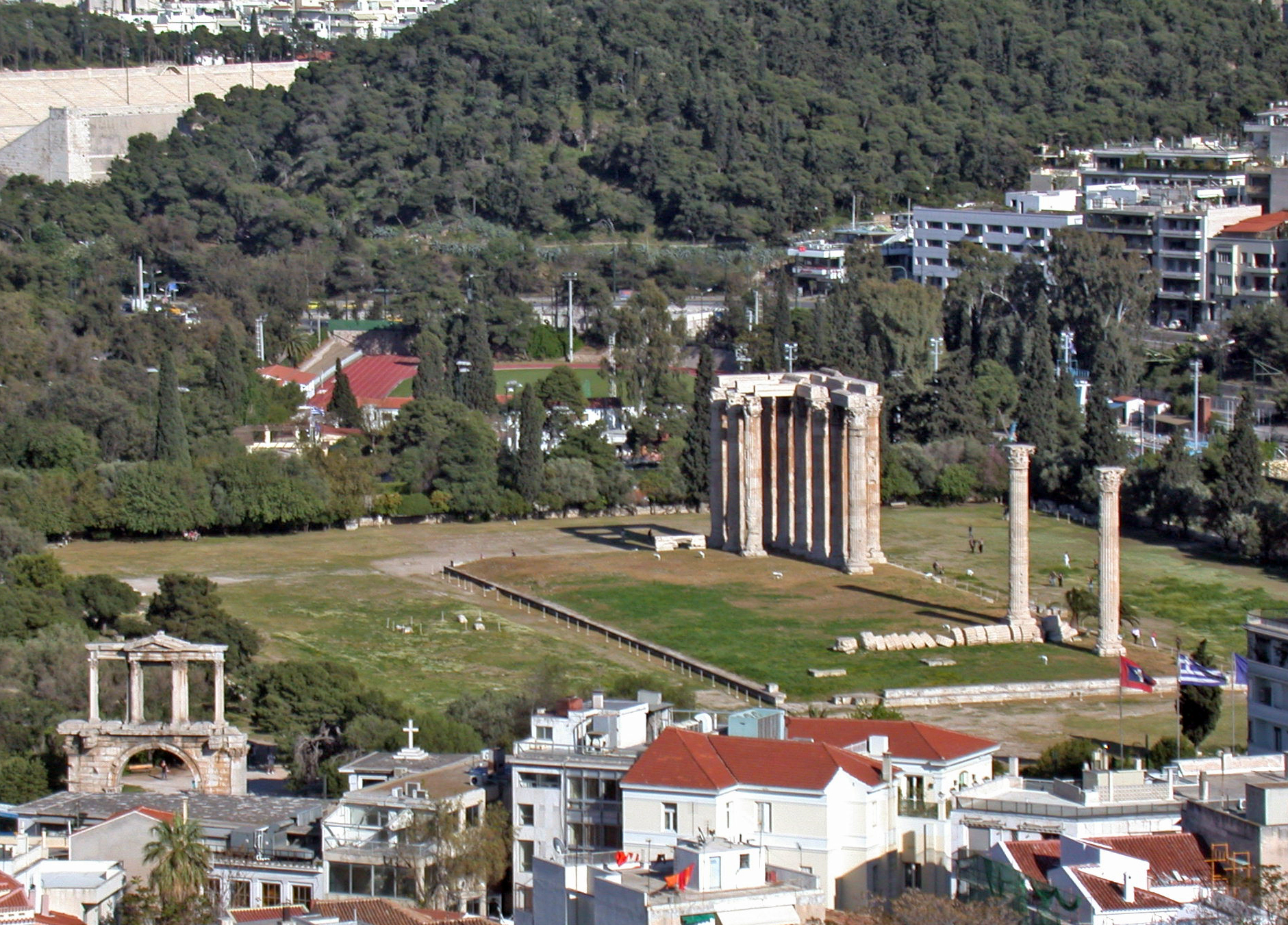
Храм Зевса Олімпійського

- вулиця Діонісія Ареопагіта із неокласичною забудовою